# Volcano
Volcano je peti studijski album norveškog black metal-sastava Satyricon. Diskografske kuće Moonfog Productions i Capitol Records objavile su ga 2. rujna 2002. u skandinavskim državama i 21. listopada 2002. u ostatku Europe, a EatUrMusic objavio ga je 6. travnja 2004. u Sjevernoj Americi.
Jedan je od najuspješnijih glazbenih izdanja sastava; osvojio je nekoliko nagrada, među kojima su norveški Grammy za najbolji metal-album, nagrade Alarm za metal-album godine i pjesmu godine (za pjesmu „Fuel for Hatred”) i nagrada Oslo za najbolji cjelokupni album.

## O albumu
Prvotni je naslov albuma bio Vulcano. Pjevač Satyr izjavio je da naslov „sažima sadržaj cijelog [albuma]” i da se na omotu albuma nalazi piton jer „odlično simbolizira tamu”.
Početak prve skladbe na albumu čini dio dijaloga Russella Crowea iz filma Gladijator.
Za pjesmu „Fuel for Hatred” snimljen je i glazbeni spot, koji je režirao Jonas Åkerlund.

## Popis pjesama
Tekstovi i glazba: Sigurd „Satyr” Wongraven. 
| 1.    | »With Ravenous Hunger«   | 6:40  |
| 2.    | »Angstridden«            | 6:23  |
| 3.    | »Fuel for Hatred«        | 3:53  |
| 4.    | »Suffering the Tyrants«  | 5:08  |
| 5.    | »Possessed«              | 5:21  |
| 6.    | »Repined Bastard Nation« | 5:44  |
| 7.    | »Mental Mercury«         | 6:53  |
| 8.    | »Black Lava«             | 14:29 |
| 54:30 |                          |       |

| 9.  | »Live Through Me«            | 4:47 |
| 10. | »Existential Fear-Questions« | 5:34 |

## Recenzije
| Recenzije           | Recenzije |
| Izvor               | Ocjena    |
| ------------------- | --------- |
| AllMusic            | [ 7 ]     |
| Chronicles of Chaos | 8,5/10    |
| Sputnikmusic        | 3/5       |

Dobio je uglavnom pozitivne kritike. U recenziji za Chronicles of Chaos Quentin Kalis dao mu je osam i pol bodova od njih deset izjavivši da je „zvukom sličan prethodnom [albumu Rebel Extravaganza]”, ali da je „svakako manje složen” te je dodao da je pjevač Satyr „i dalje bijesan, zajedljiv i agresivan”. Posebno je pohvalio pjesmu „Fuel for Hatred”, ali je kritizirao pjesmu „Black Lava” izjavivši da je „preduga”. Laura Taylor u svojem je osvrtu za Exclaim! napisala da je na albumu često riječ o „usporenu spoju pogrebne koračnice i naricaljke” i također je istaknula da je posljednja skladba „neizdrživo preduga”, ali je naposljetku zaključila da bi „susreti s Volcanom trebali dobro proći”.
U recenziji za AllMusic John Serba dao mu je tri zvjezdice od njih pet napisavši da se „usprkos povremenoj monotoniji dobro uklapa u Satyriconov glazbeni kanon” i da je riječ o „logičnu koraku unaprijed u usporedbi s Rebel Extravaganzom, kojoj je pomalo nedostajalo koncentracije”. Sputnikmusicov recenzent dao mu je jednaku ocjenu i zaključio da je „dosljedniji” od prijašnjeg uratka jer je „Satyriconu sad jasno koji put treba slijediti [...] premda još nije stigao kamo namjerava stići”. Također je izjavio da su posljednje dvije skladbe „najbolje pjesme na albumu” i dodao da se „Black Lava” „na kraju pomalo vuče, ali je ipak odlična pjesma puna rifova i promjena u taktu”.

## Zasluge
| Satyricon - Satyr (Sigurd Wongraven) – vokal, gitara, bas-gitara, klavijatura, elektronika, snimanje, miksanje, mastering, produkcija, umjetnički direktor - Frost (Kjetil-Vidar Haraldstad) – bubnjevi Dodatni glazbenici - Anja Garbarek – vokali na pjesmama „Angstridden”, „Mental Mercury” i „Black Lava” - Erik Ljunggren – programiranje, sintesajzer, snimanje, inženjer zvuka | Ostalo osoblje - Michael H. Fernando – snimanje, tonska obrada - Critter – miksanje - Espen Berg – mastering - Marcel Lelienhof – fotografija - Fernander F. Flux – omot albuma - Virtual Garden – dizajn |

## Ljestvice
| Ljestvica | Najviša pozicija |
| --------- | ---------------- |
| Norveška  | 4.               |